# 2074 Shoemaker
2074 Shoemaker (1974 UA) là một tiểu hành tinh bay qua Sao Hỏa được phát hiện ngày 17 tháng 10 năm 1974 bởi Eleanor F. Helin ở Palomar. Nó được đặt theo tên bạn của người khám phá là nhà thiên văn học Gene Shoemaker.